# Cathédrale Notre-Dame-des-Pommiers de Sisteron
Cette  cathédrale n’est pas la seule cathédrale Notre-Dame.
La cathédrale Notre-Dame-des-Pommiers (ou cathédrale Notre-Dame-et-Saint-Thyrse) est une église catholique romaine  construite à Sisteron (Alpes-de-Haute-Provence), placée sous la protection de la Vierge et de saint Thyrse. Elle est l’ancienne cathédrale du diocèse de Sisteron et depuis 1916, une des cocathédrales du diocèse de Digne, Riez et Sisteron. Son nom vient d'une altération du mot latin « pomerium » qui désignait l'espace situé entre les maisons et les remparts où elle fut édifiée. Avec ses trois nefs, elle est l’un des plus grands édifices religieux de Provence. Elle est de style roman soumis aux influences lombardes (portail, chevet).

## Histoire
Cette cathédrale faisait partie d'un groupe épiscopal qui comprenait également un cloître situé au sud de celle-ci et une église Saint-Thyrse dont le souvenir s'est perpétué sous le double vocable de la cathédrale actuellement toujours placée sous la double protection de la Vierge Marie et de saint Thyrse. Cette église, en partie détruite lors des guerres de religion, fut cédée en 1570 à la confrérie des pénitents blancs qui en firent leur chapelle ; elle a été ensuite entièrement rasée en 1860.
La construction de la cathédrale aurait débuté, selon Jacques Thirion, à l'initiative de Pierre de Sabran (1145-1171) et se serait poursuivie au début du XIIIe siècle avec des équipes lombardes appelées par l'évêque Henri de Suse. Un début des travaux aussi précoce est remis en question par Yann Codou et par Mathias Dupuis, qui estiment prudent de proposer une date plus proche de la fin du XIIe siècle pour le début des travaux : l'essentiel du chantier aurait même dû se dérouler sous l'épiscopat d'Henri de Suse. En 1431 l'ancienne couverture en bardeaux est remplacée par des tuiles.
En 1564 la cathédrale est saccagée par les protestants au cours des guerres de Religion ; le clocher est abattu, les cloches brisées, les autels renversés, les archives et le mobilier brûlés. Après cette période de destruction, la cathédrale est agrandie par l'adjonction de chapelles latérales greffées à ses collatéraux : cinq chapelles alignées sur le même tracé sont ajoutées du côté sud à l'emplacement de l'ancien cloître démoli tandis que du côté nord trois chapelles de profondeurs inégales sont construites contre le mur gouttereau. La restauration complète de la cathédrale ne sera entreprise que sous l'épiscopat de Toussaint de Glandevès (1606-1648). La voûte de la nef est en grande partie reprise, la toiture refaite et le beffroi du clocher reconstruit .
Après le classement de la cathédrale au titre des monuments historiques sur la première liste de 1840, des travaux sont encore réalisés sur la toiture qui est refaite en 1851 avec une couverture en dalles de calcaire ; ces travaux s'avérant défectueux, les joints laissant l'eau s'infiltrer, les dalles seront couvertes en 1869 par des tuiles mécaniques. L'ensemble des toits sera encore rénové en 1926 en remplaçant toute la couverture par des tuiles rondes.

## Architecture

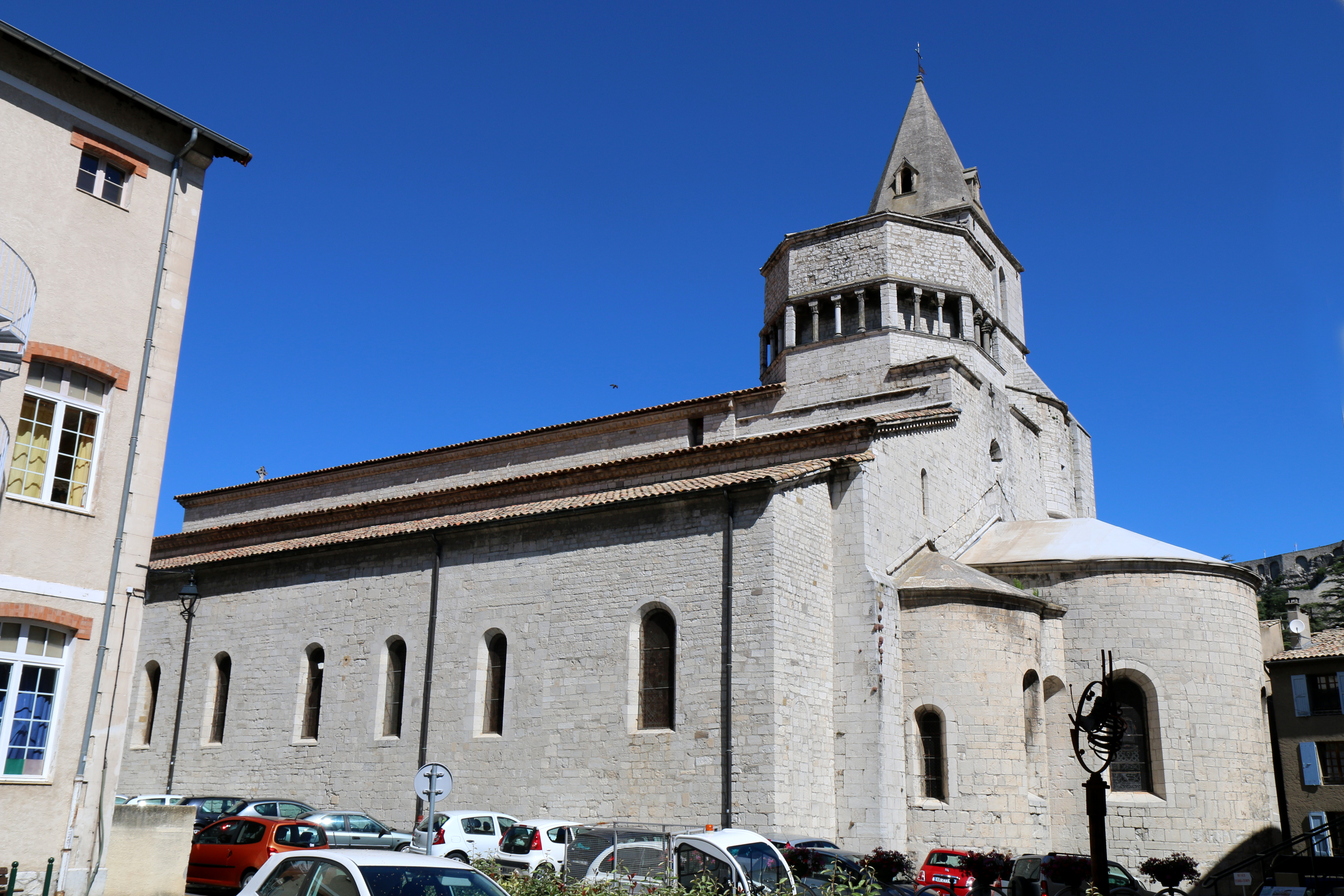
Le mur sud de la cathédrale.

Cette cathédrale, qui se rattache à l’art roman provençal, est remarquable pour son beau vaisseau très sombre, dépourvu de transept. Comme c’est fréquent dans les édifices provençaux, une coupole sur trompes s’élève à l’entrée du chœur.
Élément original dans l’art roman provençal et alpin, les constructeurs ont pratiqué un portail secondaire sur la façade nord.
L'édifice, relativement vaste, comporte une large nef centrale (7,80 m) surplombée d'une voûte en berceau brisé culminant à 16 mètres, flanquée de collatéraux étroits (4,20 m) et voûtés en plein cintre. La nef et les collatéraux débouchent, sans l'intermédiaire d'un transept, sur une abside centrale encadrée par deux absidioles plus courtes, toutes les trois voûtées en cul-de-four. Le vaisseau central est formé de cinq travées communiquant avec les bas-côtés par de grandes arcades prenant appui tout conne les doubleaux sur de puissantes piles carrées cantonnées de demi-colonnes.
La dernière travée de la nef, en avant du chœur, est couverte par une coupole sur trompe englobée à l'extérieur par un massif octogonal ceinturé par une galerie à colonnettes : c'est là une formule de tradition lombarde unique en Provence. Ce massif octogonal supporte une couverture à pans coupés. La coupole est contrebutée au nord par un imposant clocher-tour situé au-dessus de la dernière travée du collatéral.
L'édifice très sombre est éclairé par trois oculus de la façade occidentale et par des baies en plein cintre des absides : trois dans l'abside centrale et une dans chaque absidiole. Le pignon oriental est ajouré en son centre d'une petite baie cruciforme et d'un oculus. L'entrée principale de la cathédrale s'effectue depuis la façade occidentale par un portail inséré entre deux contreforts et sous un fronton triangulaire accosté de deux autres frontons. Ce portail en plein cintre à trois voussures supportées par des colonnettes est installé dans un avant-corps.

## Plan de la cathédrale
Légende : 

Plan de la cathédrale.

- A - Chapelle de la confrérie de la Passion.
- B - Chapelle du souvenir.
- C - Chapelle du Saint Esprit.
- D - Chapelle de la Vierge du rosaire.
- E - Chapelle sainte Anne.
- F - Abside.
- G - Absidiole sud.
- H - Absidiole nord.
- I - Base de la tour-clocher.
- J - Chapelle des fonts baptismaux.
- K - Chapelle saint Sébastien.
- L - Porte secondaire.
- M - Chapelle sainte Luce.

## Décorations intérieures

### Le chœur

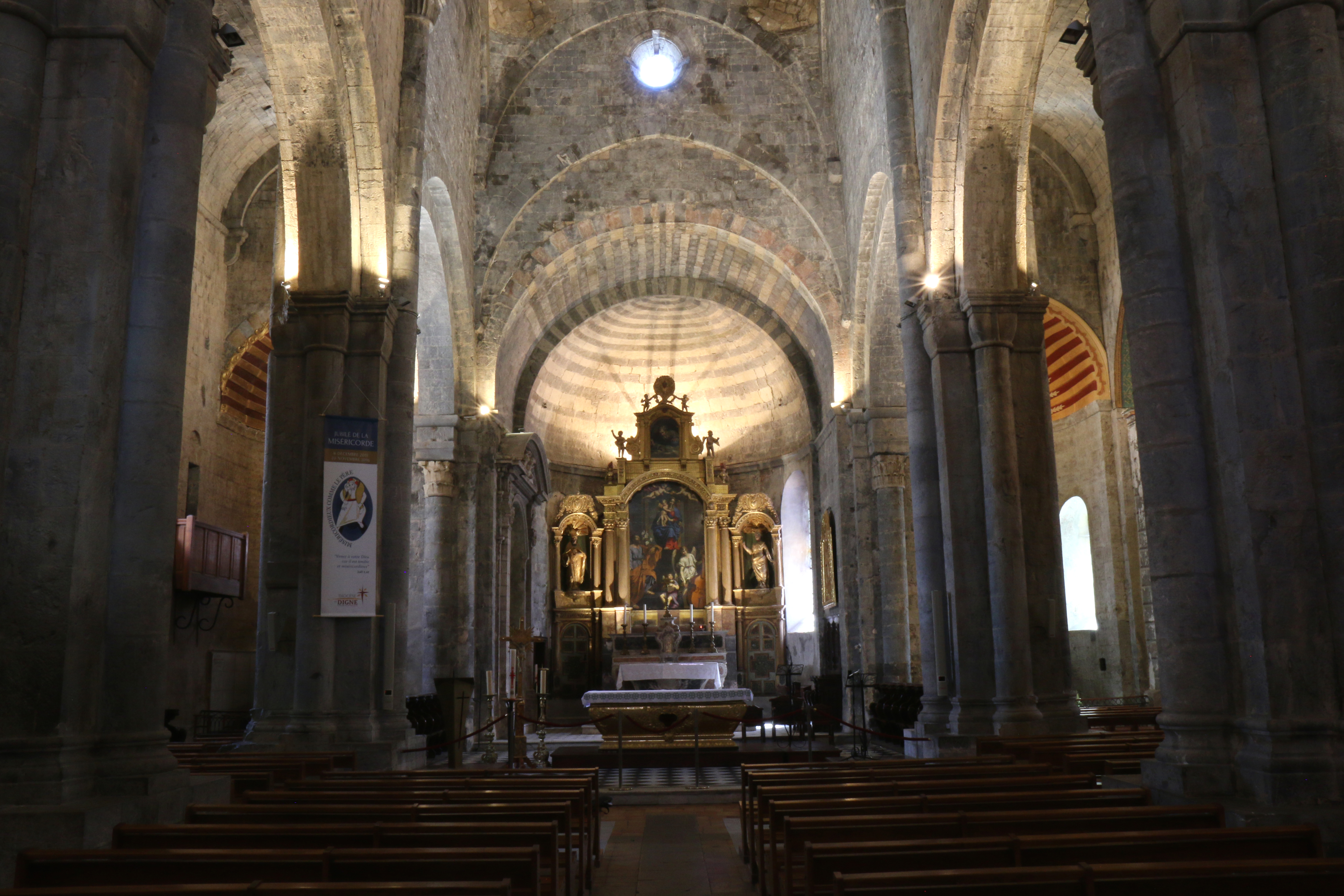
Intérieur de la cathédrale Notre-Dame-des-Pommiers de Sisteron.

Dans le chœur (repère F) se trouvait un maître autel installé au fond de l'abside en 1645. Il est aujourd'hui visible dans la chapelle Saint-Marcel, quartier de La Baume au nord de Sisteron. Il fut enrichi d'un beau retable en bois doré exécuté en 1644 par Étienne Lalozière, sculpteur d'Aix-en-Provence et offert à la cathédrale par Mgr Toussaint de Glandevès. Le centre de ce retable est décoré par deux tableaux superposés attribués à Nicolas Mignard ; celui du bas, le plus grand, représente la Sainte Famille entourée d'anges au-dessus duquel un tableau plus petit représente le Père éternel. De part et d'autre une niche abrite des statues en bois doré. Elles représentent saint Donat et saint Thyrse ainsi que le stipule l'acte notarié du 12 mai 1643 rédigé lors de la donation.
Le maître-autel en marbre polychrome actuellement présent dans le chœur date du XVIIIe siècle. Contre le mur gauche de l'abside se trouve un cénotaphe de Mgr Glandevès, tandis que sur le mur de droite est accroché un panneau en bois doré datant du XVIe siècle représentant sainte Barbe et saint Ignace de Loyola.

### Les absidioles
Dans le cul-de-four de chacune des absidioles, sont placées d'énormes coquilles de style baroque datant du XVIIe siècle. À l'origine les deux coquilles en bois avaient le même aspect. Celle de l'absidiole sud (repère G), probablement endommagée par une torche d'éclairage, a été refaite en plâtre ce qui lui donne un aspect lisse. Derrière chacune de ces coquilles, on retrouve l'alternance de pierres sombres et claires que l'on trouve dans l'abside.

### Les chapelles latérales

#### Collatéral sud
- Chapelle de la confrérie de la passion (repère A) ;
- Chapelle du Souvenir (repère B) ;
- Chapelle du Saint-Esprit (repère C) : dans cette chapelle est installée la sacristie où sont exposés trois tableaux représentant saint Bruno, saint François de Sales et la Parenté de la Vierge ;
- Chapelle de la Vierge du rosaire (repère D) ;
- Chapelle Sainte-Anne (repère E).

#### Collatéral nord
- Chapelle des fonts baptismaux (repère J) : derrière le baptistère est accrochée une toile moderne représentant la Résurrection par Zana Chanko ;
- Chapelle saint Sébastien (repère K) : cette chapelle accueille un magnifique autel en bois doré provenant de la chapelle Saint-Domnin située sur le plateau du Thor à Sisteron. Au centre on remarque une dalle fermant un caveau. Au-dessus de l'autel, est placé un tableau du XVIIe siècle représentant saint Sébastien le corps percé de flèches. Sur les murs latéraux sont exposées deux peintures sur bois datant du XVIe siècle. La première d'influence flamande située sur le mur ouest représente La Crucifixion du Christ avec la Vierge évanouie soutenue par une femme et saint Jean vêtu de rouge qui se tient debout. La seconde d'influence italienne, située sur le mur est, représente La Mise au tombeau du Christ. Sur ces deux tableaux on aperçoit en arrière-plan une grande cité, la Jérusalem terrestre pour la crucifixion et la Jérusalem céleste pour la mise au tombeau ;
- Chapelle Sainte-Luce (repère M) : une toile représente saint Thyrse.

tableaux de la cathédrale
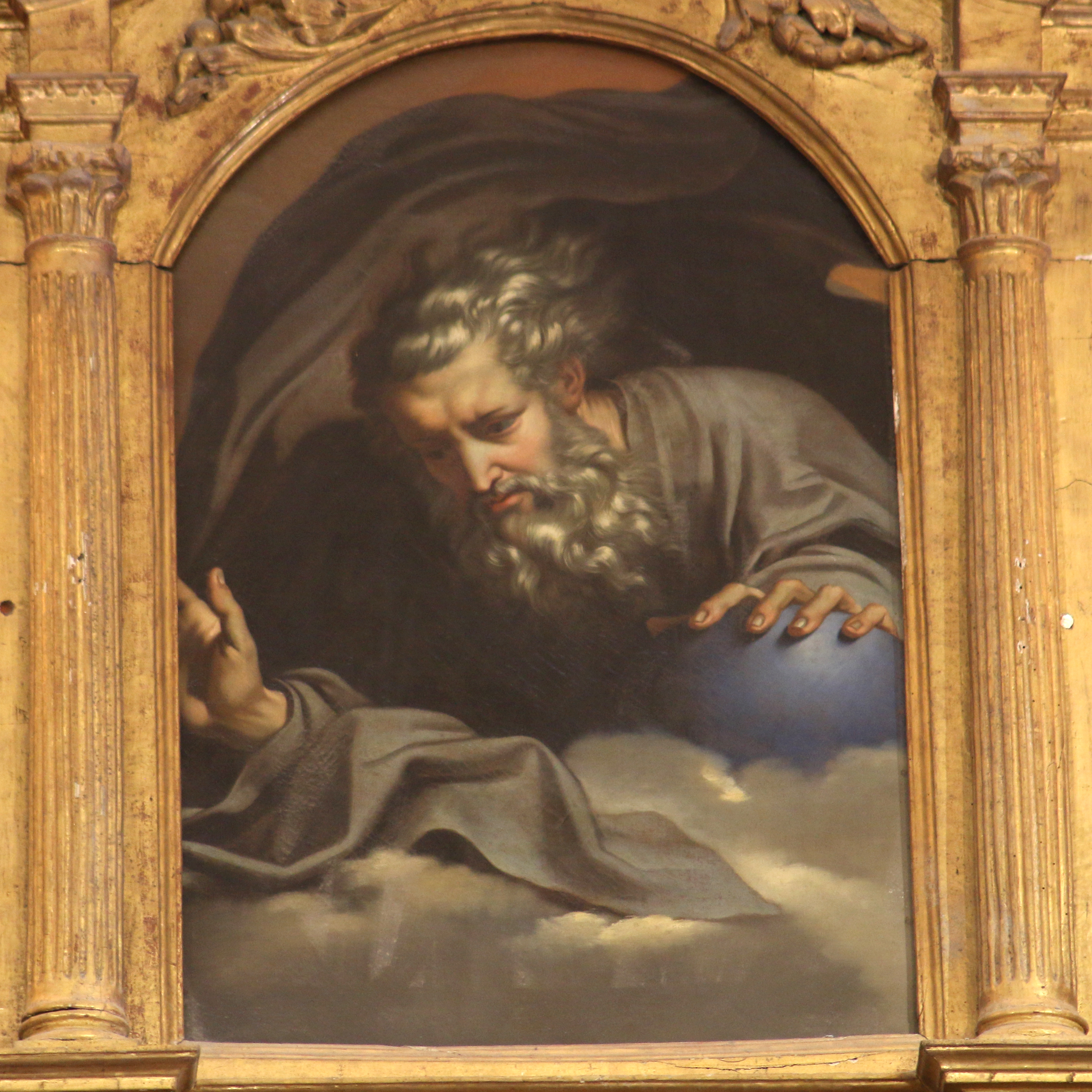
Attribué à Nicolas Mignard, Dieu le Père.
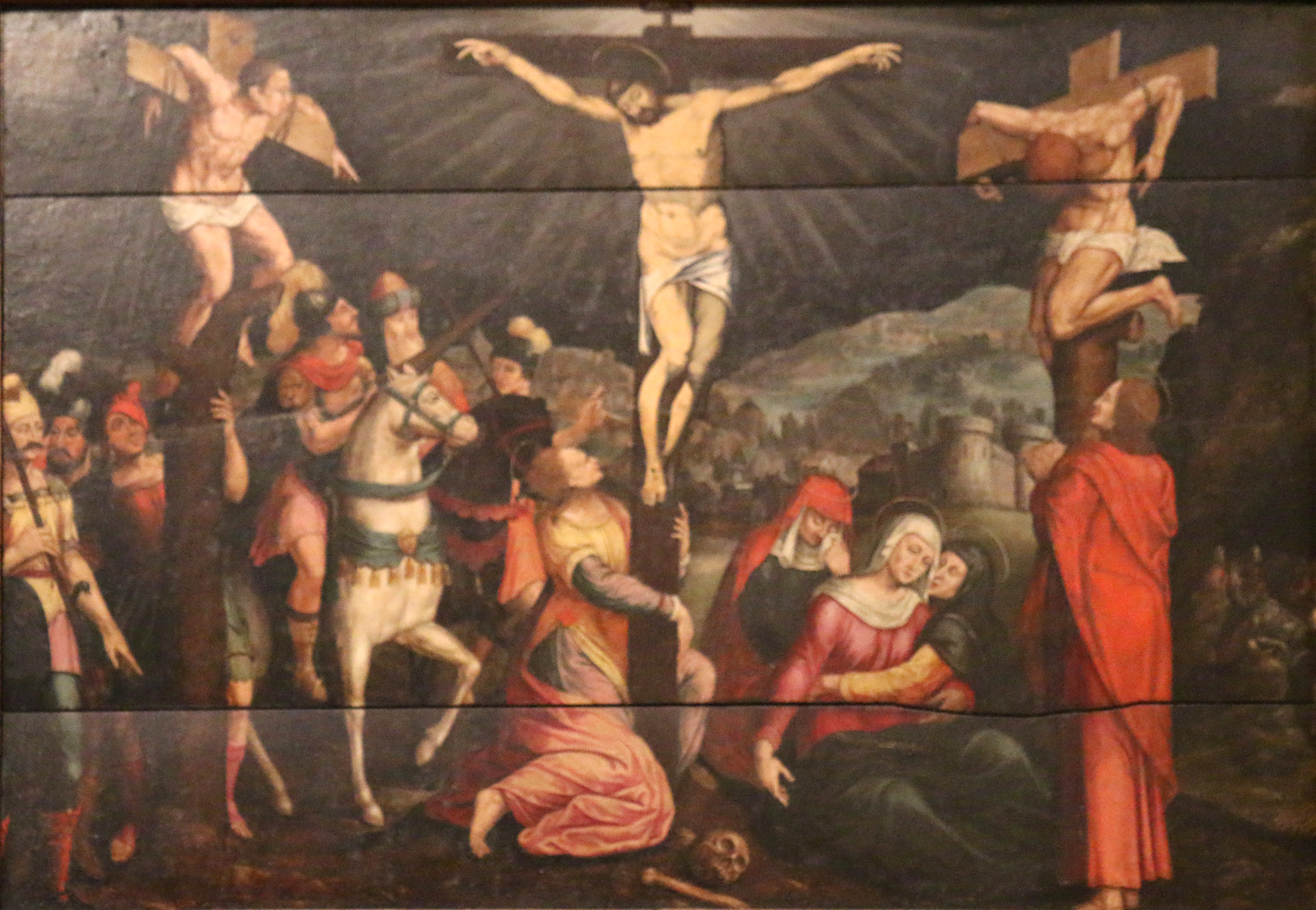
Anonyme, La Crucifixion (XVIe siècle), huile sur bois.
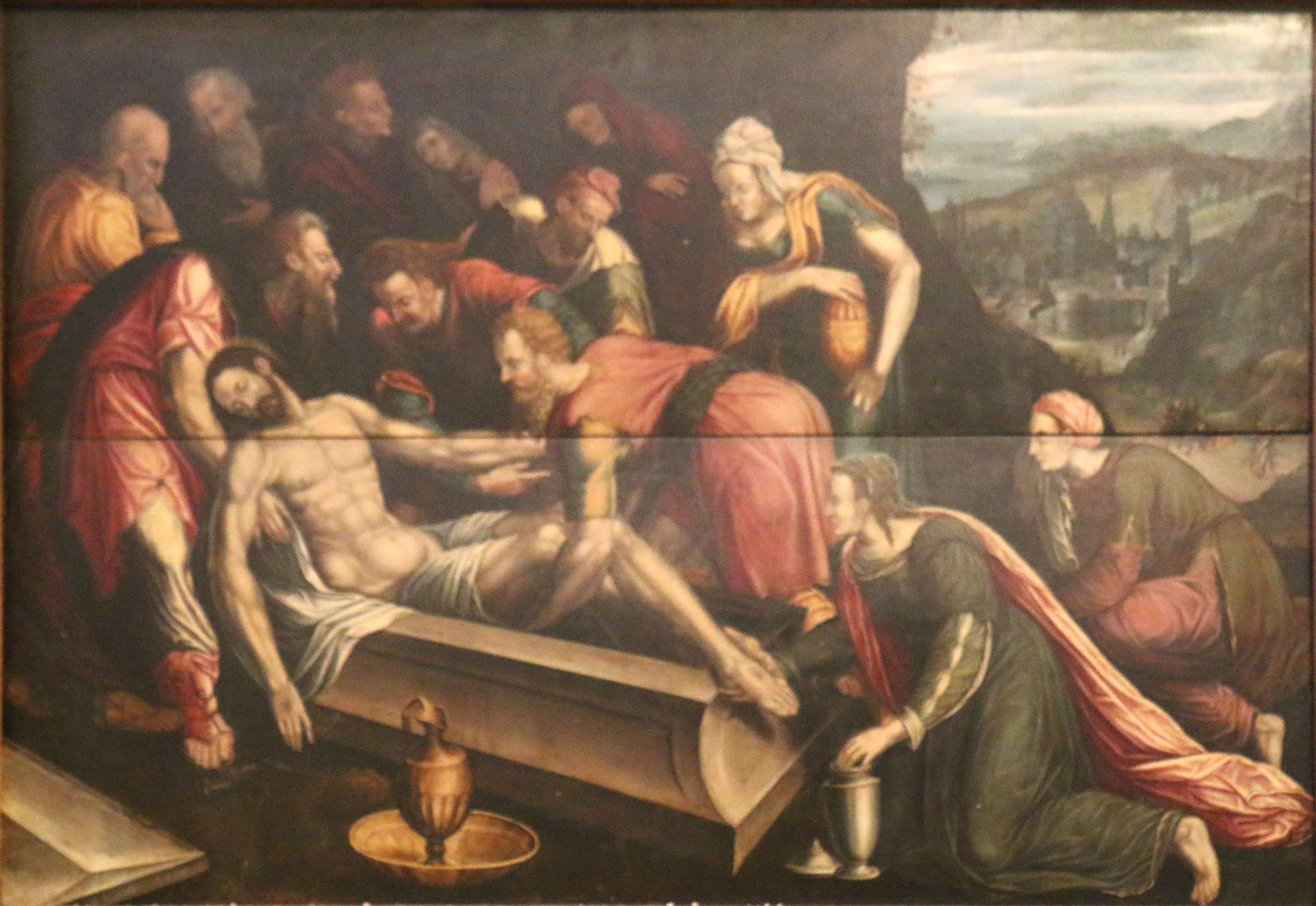
Anonyme, La Mise au tombeau de Jésus (XVIe siècle), huile sur bois.
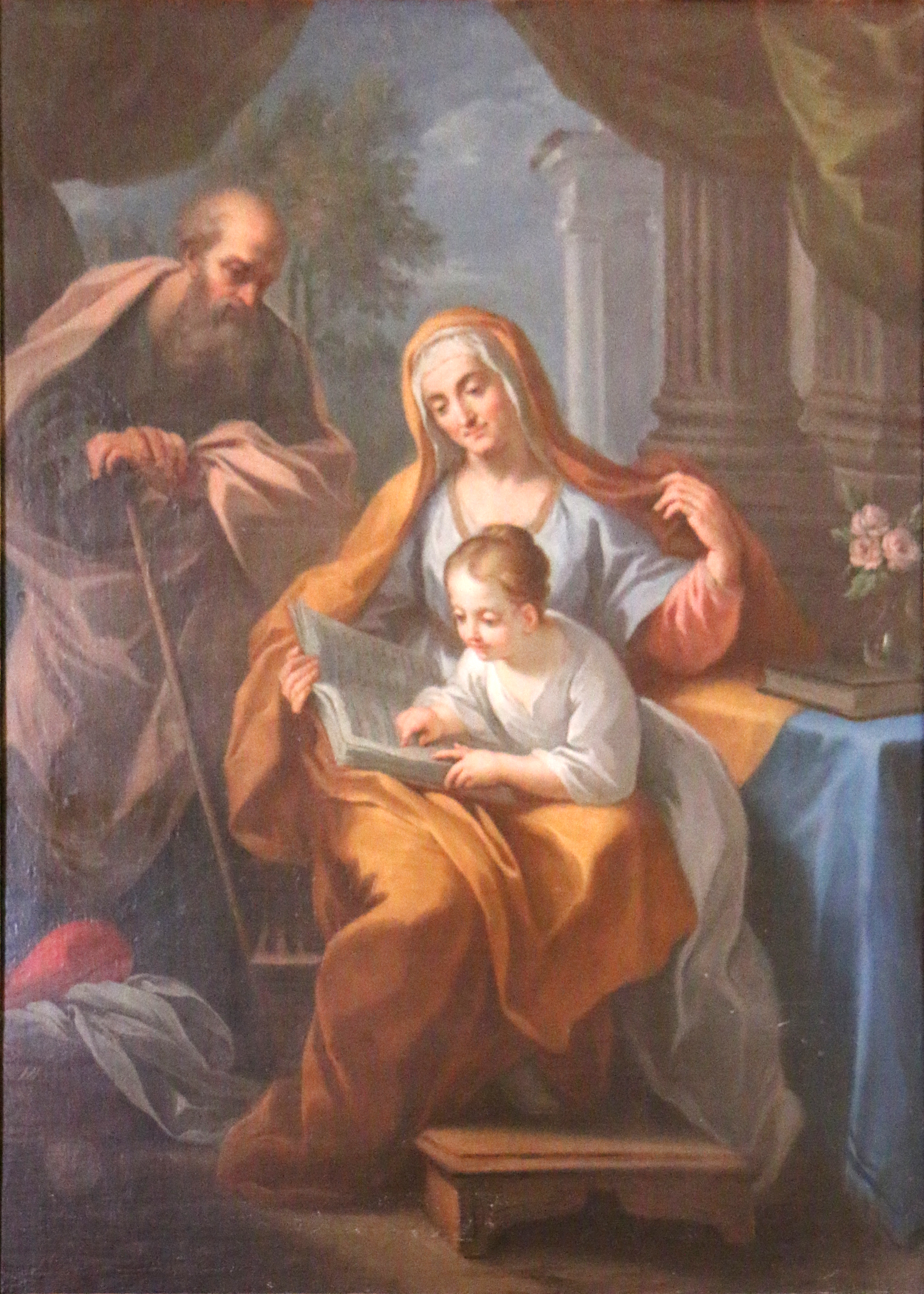
Anonyme, L'Éducation de la Vierge (XVIIe siècle).
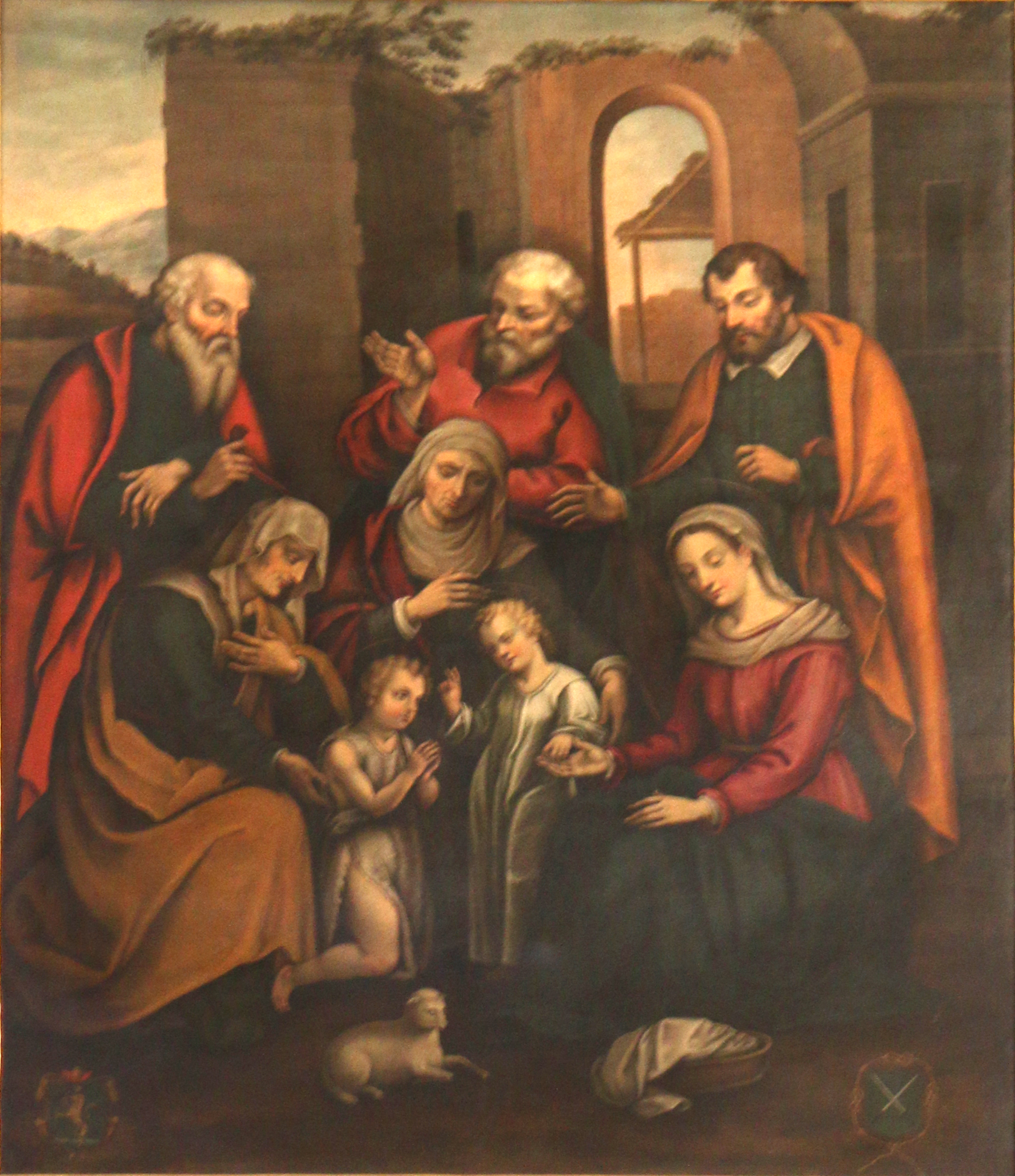
Anonyme, La Parenté de la Vierge (XVIIe siècle).

### Les chapiteaux
Le décor sculpté de la cathédrale est rare à l'exception de celui de quelques chapiteaux des colonnes de la nef et ses collatéraux ainsi que ceux des colonnettes de la galerie de la coupole. La décoration de la plupart de ces chapiteaux s'inspire du thème corinthien ou représente de simples motifs géométriques ou végétaux avec parfois des masques. Les chapiteaux qui couvrent les colonnettes de la galerie de la coupole, en partie remplacées par une restauration effectuée en 1851, représentent les mêmes thèmes.

Chapiteaux de la cathédrale
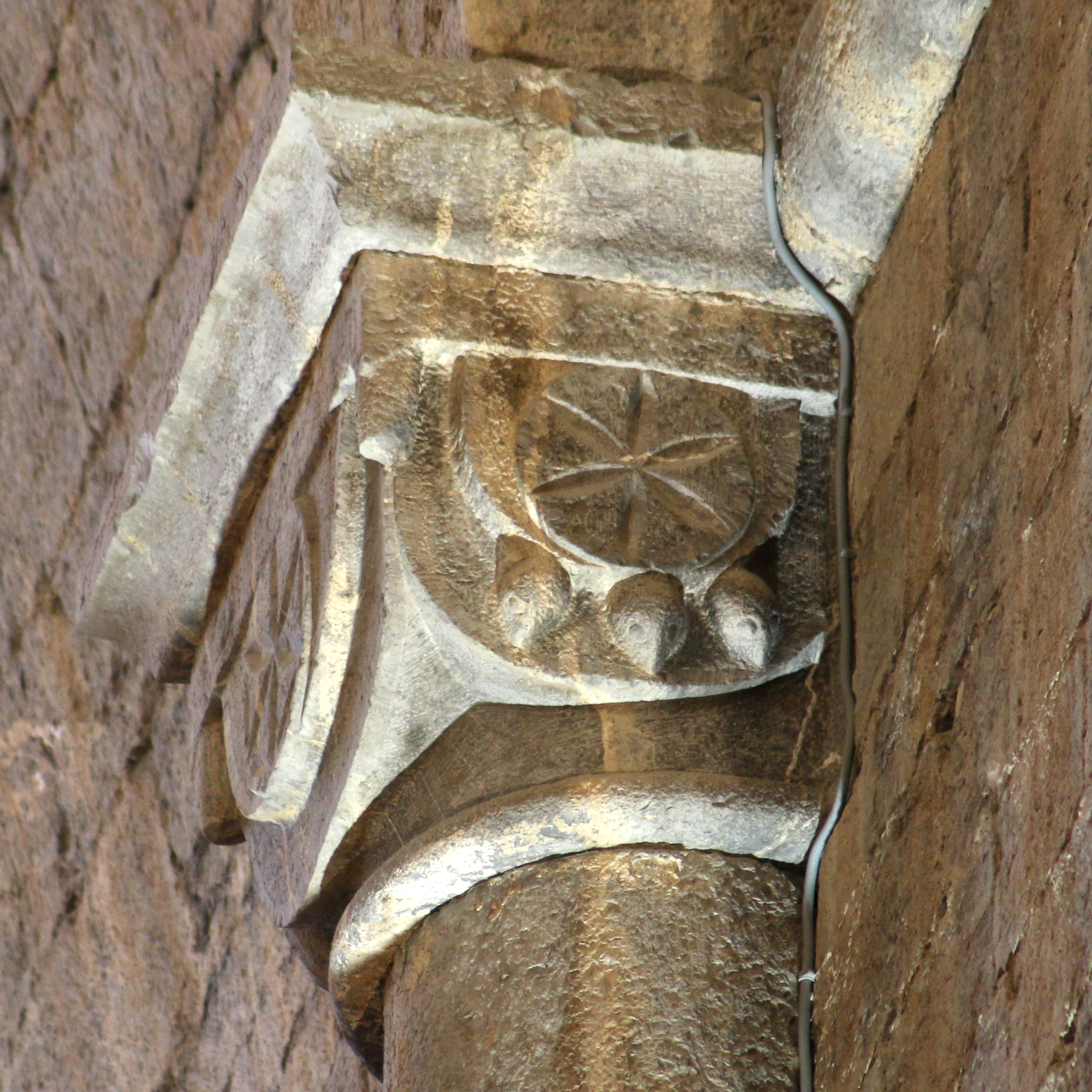
Nef.
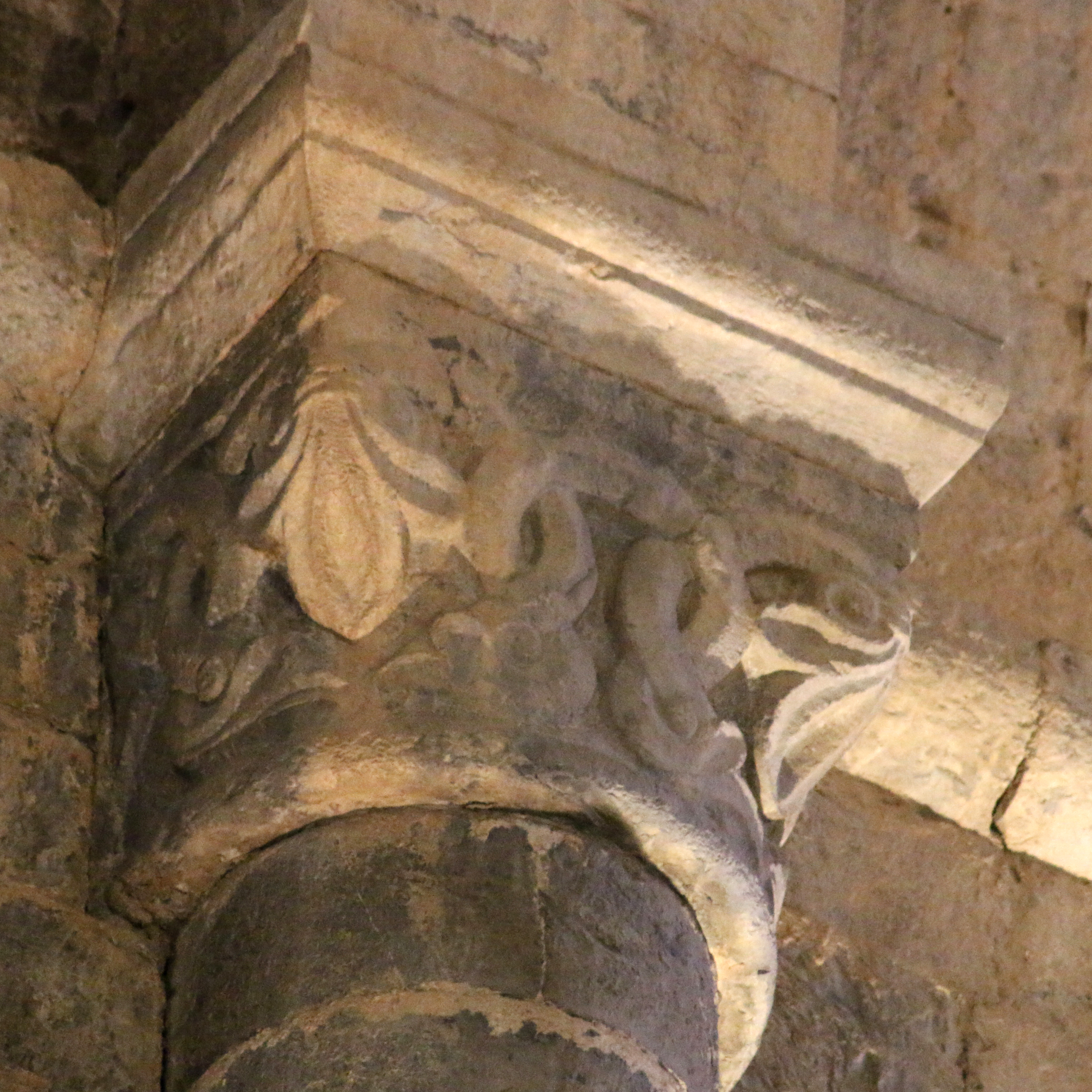
Nef.
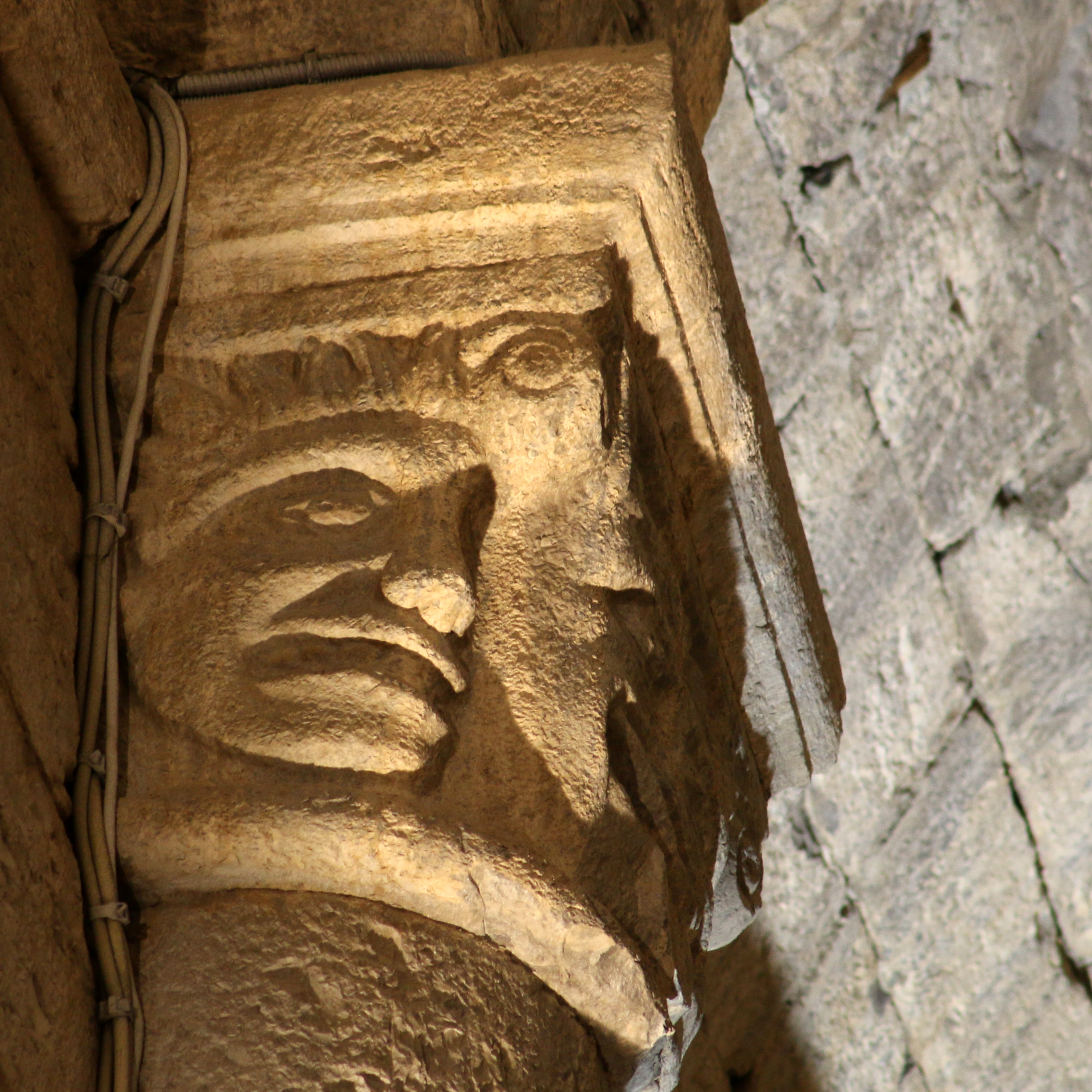
Nef.
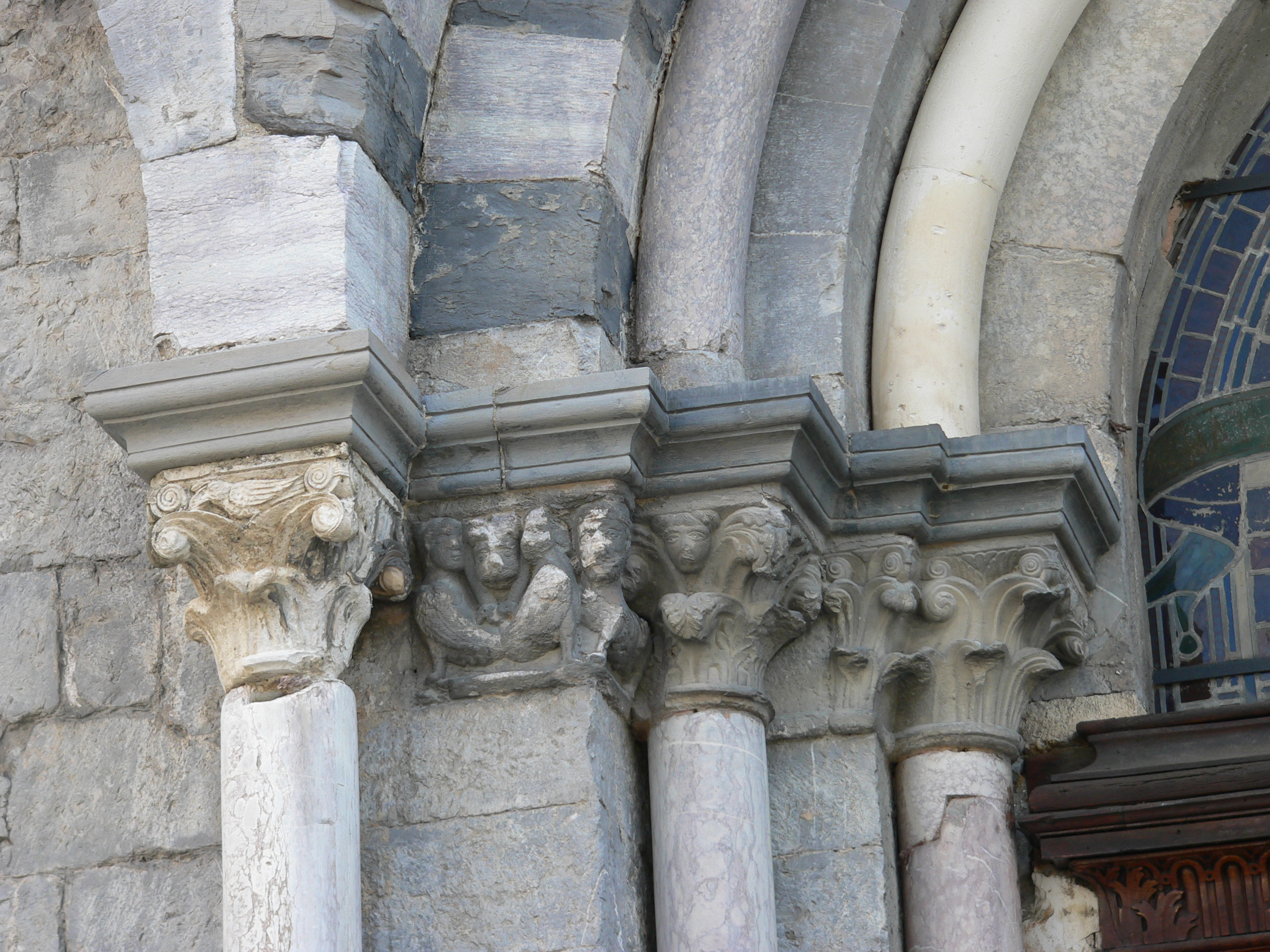
Portail occidental.

## Évènements
Des concerts y sont organisés lors du festival des Nuits de la Citadelle.

### Ouvrage de Yann Codou, Thierry Pécout, Mathias Dupuis et Mariacristina Varano
1. ↑  Yann Codou et al 2015, p. 530.
2. ↑  Yann Codou et al 2015, p. 537.
3. ↑  Yann Codou et al 2015, p. 538.
4. ↑  Yann Codou et al 2015, p. 539.

### Autres références
1. ↑  Yann Codou, « Les temps des cathédrales : temps et rythmes des chantiers de cathédrales en Provence de l'antiquité tardive au XIIIe siècle », Provence historique, tome LXV, fascicule 257, janvier-juin 2015, p. 72.
2. ↑  Yann Codou, « Les temps des cathédrales : temps et rythmes des chantiers de cathédrales en Provence de l'antiquité tardive au XIIIe siècle », Provence historique, tome LXV, fascicule 257, janvier-juin 2015, p. 73.
3. ↑  Jacques Thirion, Alpes romanes, Zodiaque, coll. « La nuit des temps », 1980, 434 p., p. 252
4. ↑  Notice no PA00080491, sur la plateforme ouverte du patrimoine, base Mérimée, ministère français de la Culture
5. ↑  Jacques Thirion, « Les façades des églises romanes de Provence », Cahiers de civilisation médiévale, 34e année (no 135-136), Juillet-décembre 1991. La façade romane. Actes du colloque international organisé par le centre d'études supérieures de Civilisation médiévale. Poitiers, 26-29 septembre 1990. p. 389.
6. ↑  Guy Barruol, Provence romane, vol. 2, La Pierre-Qui-Vire, Zodiaque, coll. « La nuit des temps », 1977, 451 p., p. 242